# WTA San Antonio
Das WTA-Turnier von San Antonio (offiziell: Acura US Hardcourt Championships) war ein Damen-Tennisturnier der WTA Tour, das in San Antonio, Vereinigte Staaten ausgetragen wurde.

## Siegerliste

### Einzel
| Jahr                    | Siegerin            | Finalgegnerin             | Ergebnis |
| ----------------------- | ------------------- | ------------------------- | -------- |
| 1977                    |                     |                           |          |
| 1978                    |                     |                           |          |
| ↓ Kategorie: Tier IV ↓  |                     |                           |          |
| 1988                    | Steffi Graf         | Katerina Maleewa          | 6:4, 6:1 |
| 1989                    | Steffi Graf         | Ann Henricksson           | 6:1, 6:4 |
| ↓ Kategorie: Tier III ↓ |                     |                           |          |
| 1990                    | Monica Seles        | Manuela Maleeva-Fragnière | 6:4, 6:3 |
| 1991                    | Steffi Graf         | Monica Seles              | 6:4, 6:3 |
| 1992                    | Martina Navratilova | Nathalie Tauziat          | 6:2, 6:1 |

### Doppel
| Jahr                    | Siegerinnen                     | Finalgegnerinnen                 | Ergebnis       |
| ----------------------- | ------------------------------- | -------------------------------- | -------------- |
| 1977                    |                                 |                                  |                |
| 1978                    |                                 |                                  |                |
| ↓ Kategorie: Tier IV ↓  |                                 |                                  |                |
| 1988                    | Lori McNeil Helena Suková       | Rosalyn Fairbank Gretchen Magers | 6:3, 6:7, 6:2  |
| 1989                    | Katrina Adams Pam Shriver       | Patty Fendick Jill Hetherington  | 3:6, 6:1, 6:4  |
| ↓ Kategorie: Tier III ↓ |                                 |                                  |                |
| 1990                    | Kathy Jordan Elizabeth Smylie   | Gigi Fernández Robin White       | 7:5, 7:5       |
| 1991                    | Patty Fendick Monica Seles      | Jill Hetherington Kathy Rinaldi  | 7:62, 6:2      |
| 1992                    | Martina Navratilova Pam Shriver | Patty Fendick Andrea Strnadová   | 3:6, 6:2, 7:64 |